# Хвамстаунги
Хвамстаунги (исл. Hvammstangi; исландское произношение: [ˈkʰvamsˌtʰauɲcɪ]) — небольшой город на севере Исландии в регионе Нордюрланд-Вестра. Расположен на восточном побережье Мид-фьорда.

## Характеристика
Хвамстаунги расположен на восточном берегу Мид-фьорда (часть фьордового комплекса Хунафлоуи) на всхолмлённой равнине перед горным массивом Ватнснесфьядль (исл. Vatnsnesfjall) на юго-западной оконечности полуострова Ватнснес.
Официальная история Хвамстаунги начинается в 1895 году, когда существовавшее здесь рыбацкое поселение получило торговые права. Право на торговлю и богатые районы лова креветок в заливе Хунафлоуи принесли Хваммстанги быстрое экономическое развитие. Основной отраслью промышленности в Хвамстаунги является рыболовство и переработка морепродуктов, туристические услуги и обслуживание окружающей сельской местности.
В 1998 году, в результате объединения всех семи общин Вестюр-Хунаватнссислы в одну общину Хунатинг-Вестра, Хвамстаунги потерял свою независимость как отдельная община, но стал административным центром этого нового объединения. 
Хвамстаунги находится примерно в 5 км к северу от кольцевой дороги Хрингвегюр 1, от которой до него можно добраться по региональной дороге Хвамстаунгавегюр 72.
Неподалёку от Хвамстаунги в городе Блёндюоус есть аэропорт местного значения. Ближайшими международными аэропортами являются аэропорт Акюрейри (196 км) и аэропорт Кеблавика (194 км).

## Население
На 1 января 2022 года численность населения составляет 627 человек. Плотность населения составляет 694 чел. на км².
Источник: Mannfjöldi eftir kyni, aldri og sveitarfélögum 1998-2022 (исл.). hagstofa.is. Reykjavík: Hagstofa Íslands [Статистическая служба Исландии]. Дата обращения: 20 августа 2022.

## Галерея

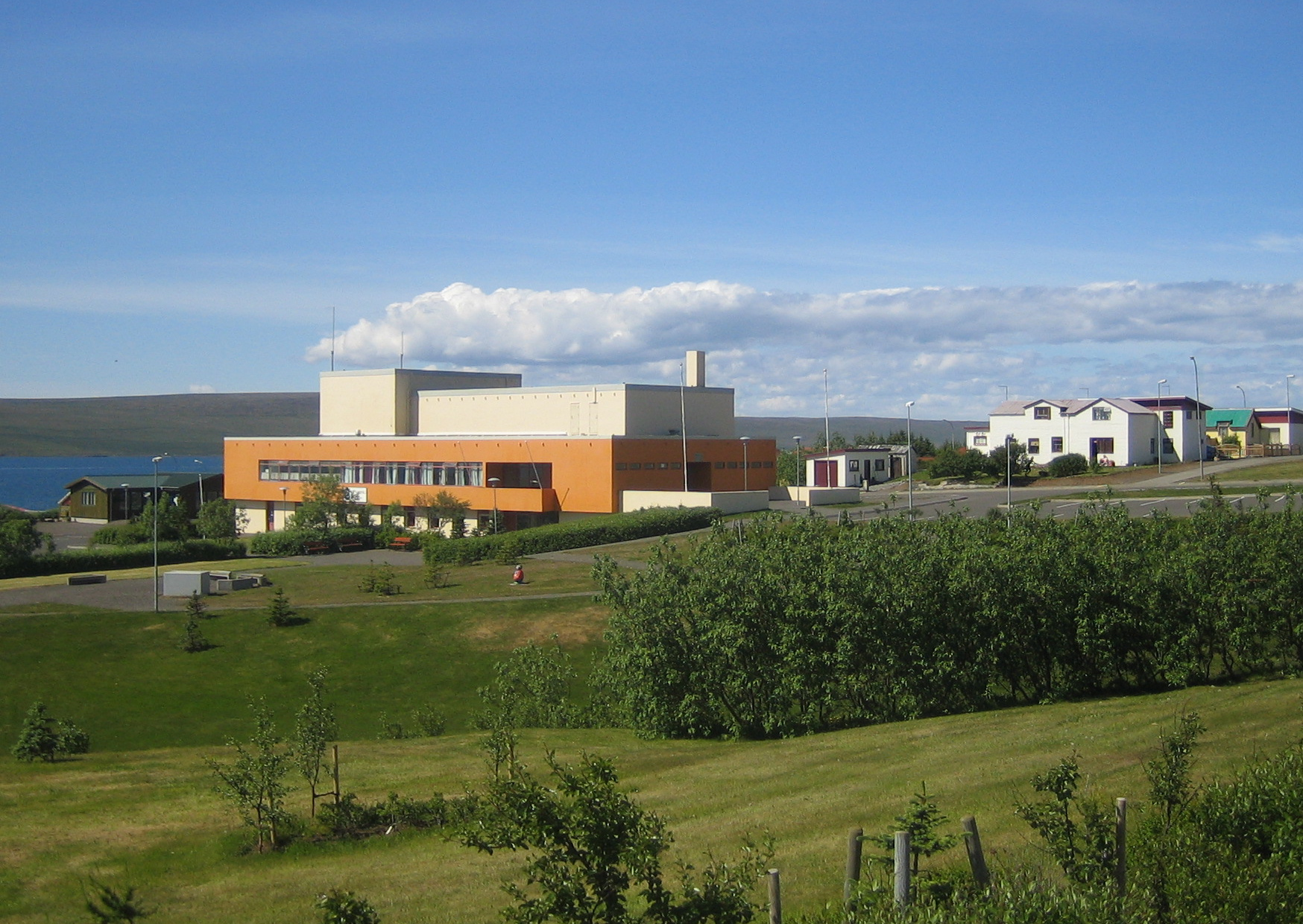
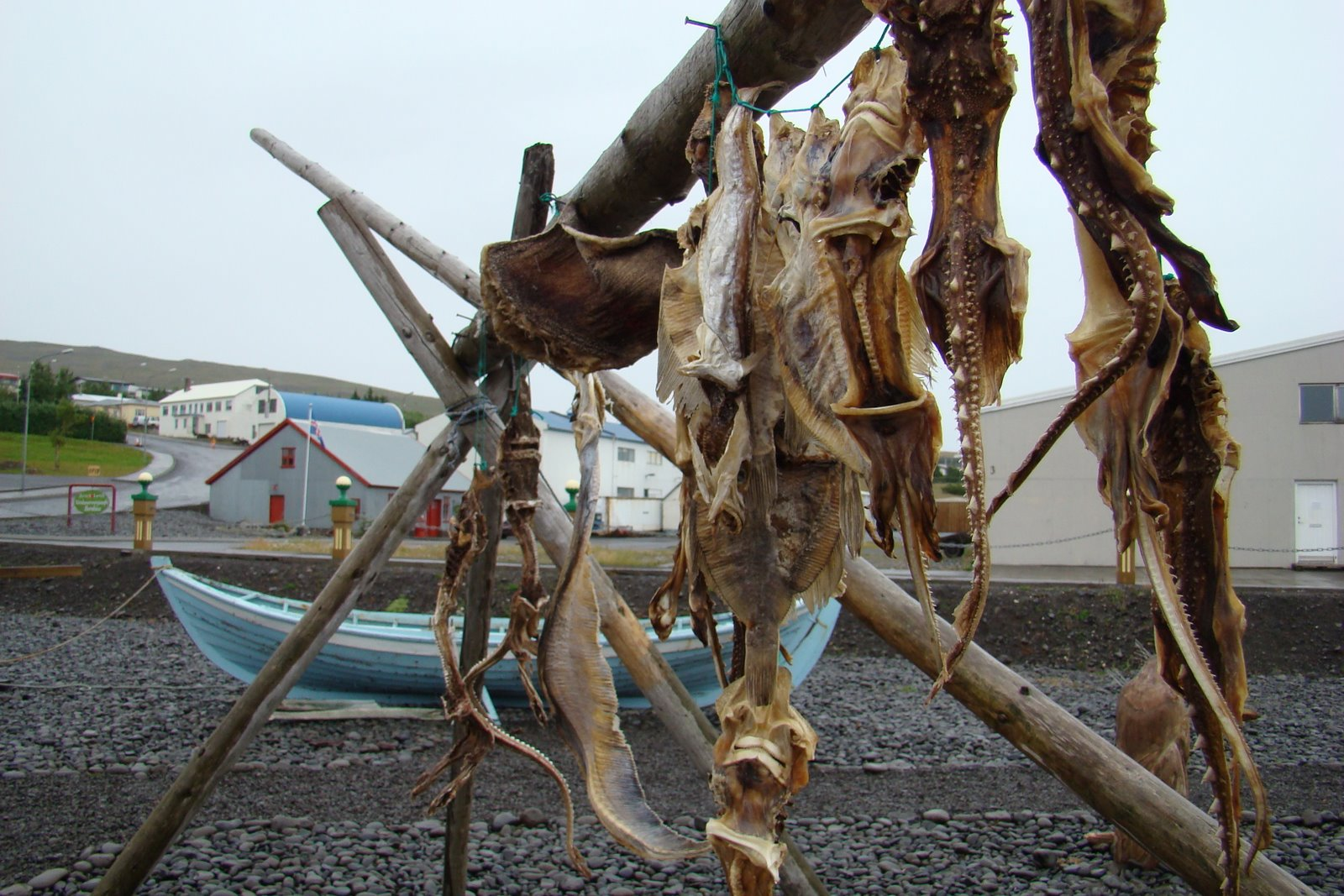
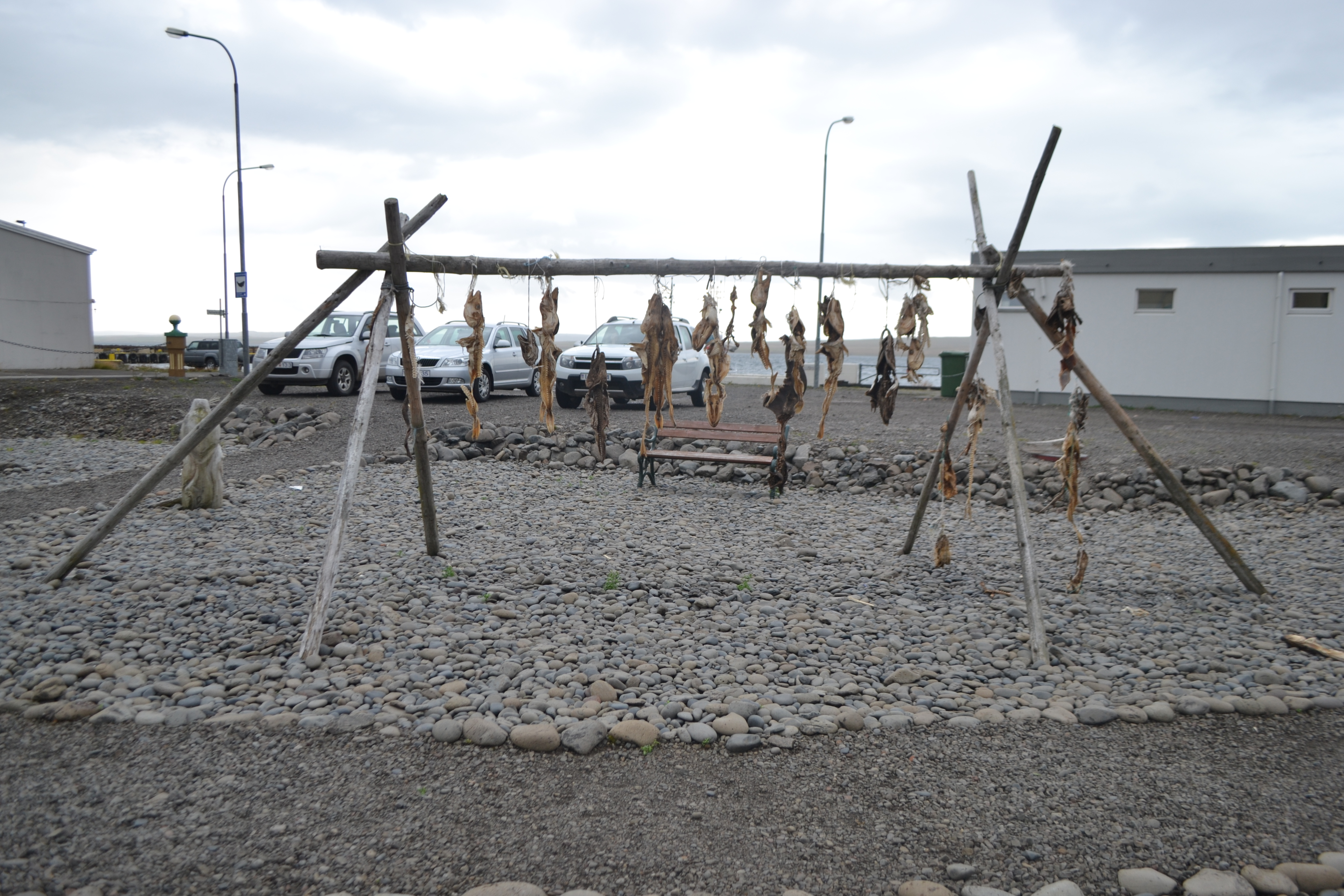
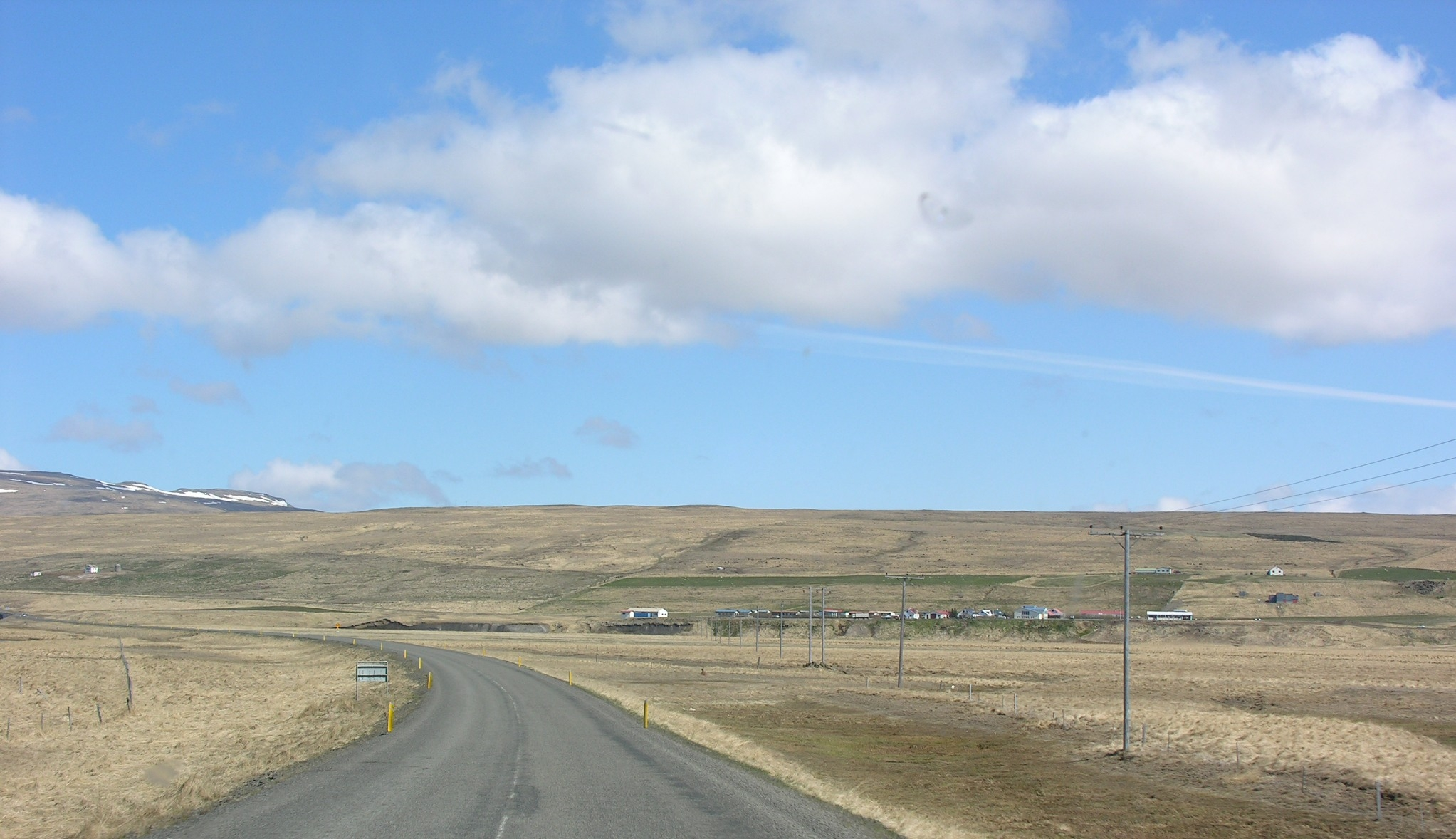
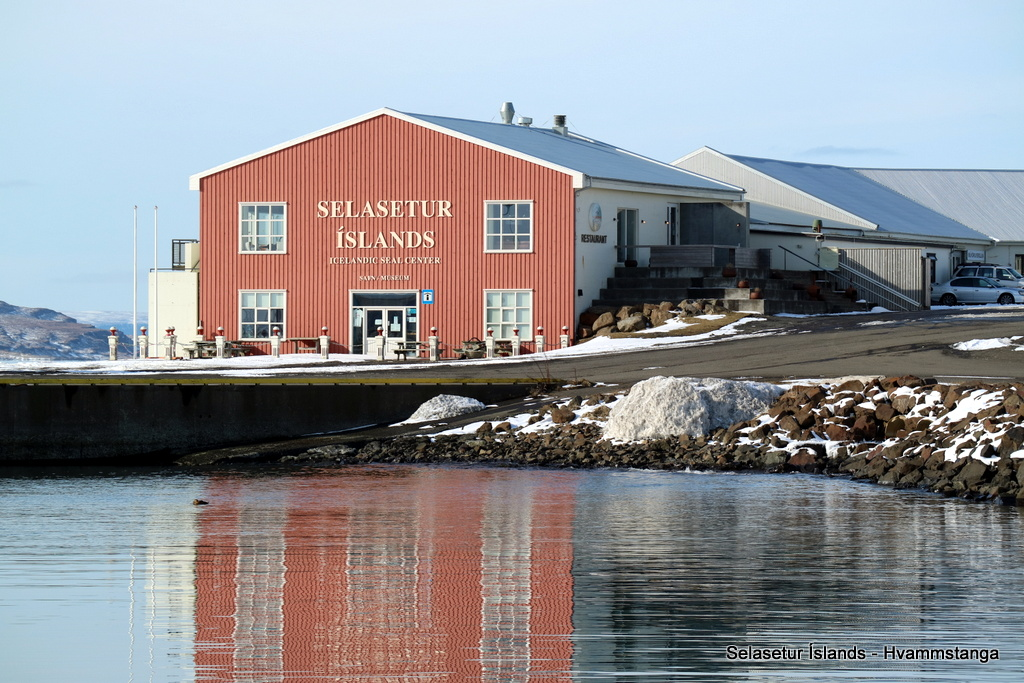